# Reprezentacja Danii w koszykówce mężczyzn
Reprezentacja Danii w koszykówce mężczyzn – zespół koszykówki mężczyzn reprezentujący Danię w rozgrywkach międzynarodowych. Reprezentacja nigdy nie uzyskała kwalifikacji do igrzysk olimpijskich ani do mistrzostw świata, lecz wystąpiła 3-krotnie na mistrzostwach Europy w 1951, 1953 oraz 1955 roku.

## Mistrzostwa Europy
- Mistrzostwa Europy w Koszykówce 1951 - 14. miejsce
- Mistrzostwa Europy w Koszykówce 1953 - 16. miejsce
- Mistrzostwa Europy w Koszykówce 1955 - 18. miejsce